# Dracula (computerspel)
Dracula is een tekstadventure dat in 1986 door CRL uitgebracht werd voor de Commodore 64, Amstrad CPC en ZX Spectrum homecomputers. Het avonturenspel is gebaseerd op de roman Dracula uit 1897 van Bram Stoker.

## Verhaal
Een Engelse advocaat reist naar de Karpaten om graaf Dracula te ontmoeten in het kader van een routinematige vastgoedtransactie, maar ontdekt al snel dat zijn cliënt duistere bedoelingen heeft.

## Verloop van het spel
Dracula is een standaard tekstadventure met statische graphics op sommige plaatsen om de toon te zetten en sfeer te creëren. Het spel is verdeeld in drie delen: "First Night", "The Arrival" en The Hunt".
In het eerste deel arriveert de jonge advocaat in het land van graaf Dracula en verblijft in het Golden Krone Hotel. Er worden vreemde gebeurtenissen waargenomen.
In het tweede deel arriveert hij na een bewogen reis in Dracula's kasteel en leert al snel de ware aard van de bedoelingen van zijn gastheer. hij realiseert zich dat hij moet ontsnappen als hij wil overleven
In het derde deel onvangt een psychiater in een psychiatrische instelling in Engeland een vreemde brief van een vriend die op zakenreis is in het buitenland, met een waarschuwing voor "ondoden". Ondertussen raakt een patiënt in de inrichting steeds meer van streek.

## Ontvangst
Dracula kreeg een 15-certificaat van de British Board of Censors voor zijn graphics met bloederige beelden. CRL was echter teleurgesteld omdat ze gehoopt hadden op een 18-certificaat.